# Pfarrkirche Velm

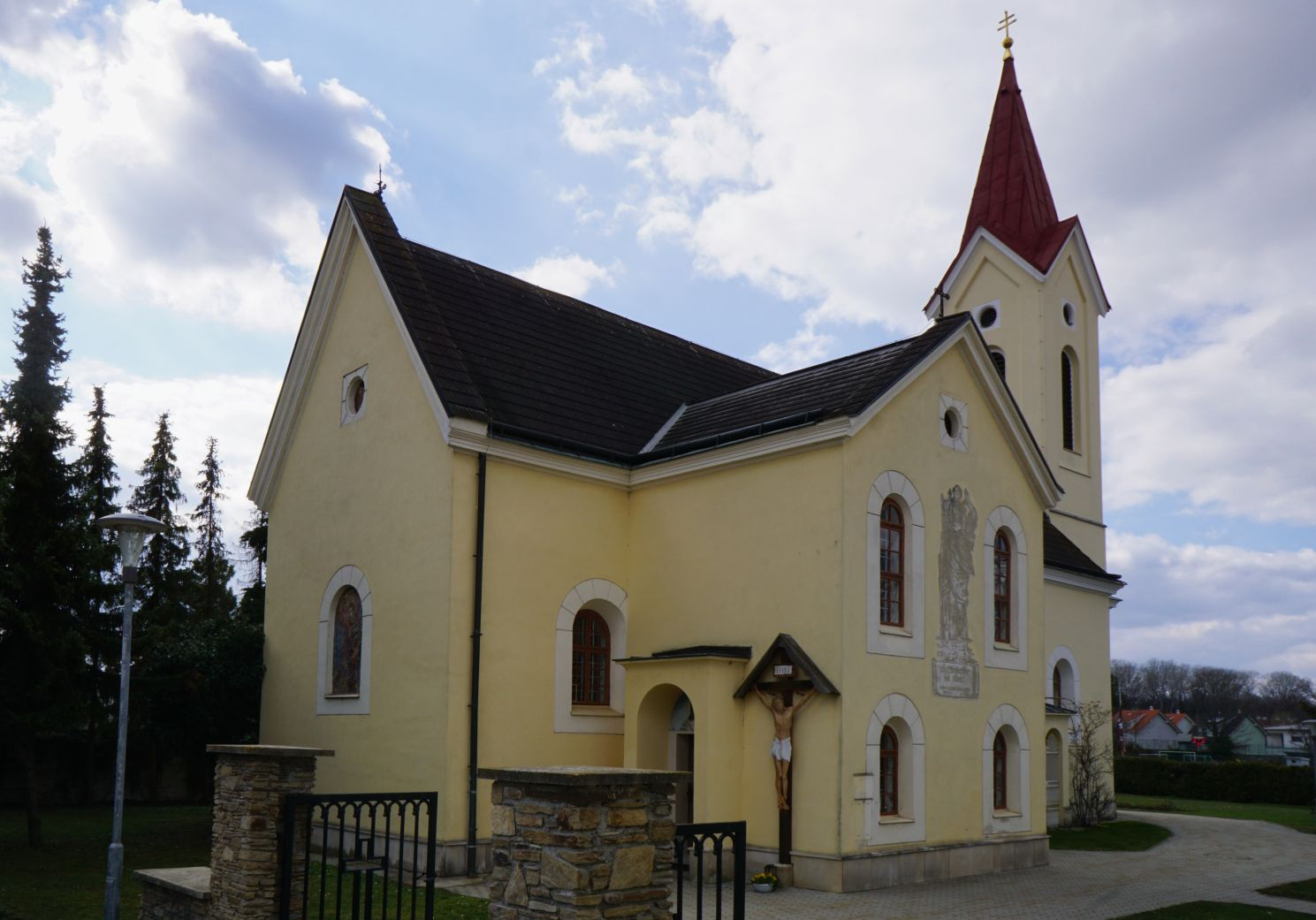
Katholische Pfarrkirche hl. Nikolaus in Velm

Die römisch-katholische Pfarrkirche Velm steht im Westen der Ortschaft Velm der Marktgemeinde Himberg im Bezirk Bruck an der Leitha in Niederösterreich. Die dem Patrozinium des Heiligen Nikolaus von Myra unterstellte Pfarrkirche gehört zum Dekanat Schwechat in der Erzdiözese Wien. Die Kirche steht unter Denkmalschutz (Listeneintrag).

## Geschichte
Urkundlich wurde 1208 eine Pfarre genannt. Vor 1312 wurde die Pfarre aufgehoben. Im Jahr 1956 wurde die Pfarre neu gegründet.
Die Saalkirche, im Kern romanisch aus dem Anfang des 13. Jahrhunderts, hat seitliche Anbauten aus dem Ende des 17. Jahrhunderts. 1848 brannte es. Der vorgestellte Westturm wurde 1855 erbaut. Die Kirche wurde 1983 innen und 1990/1991 außen restauriert.

## Architektur
Der rechteckige Kirchenbau hat einen geraden Schluss mit seitlichen Anbauten, eine Kapelle und eine Sakristei, womit ein kreuzförmiger Grundriss entstand. Der Westturm hat rundbogige Schallfenster und trägt einen Giebelspitzhelm. Über dem Portal nennt eine Stifterinschrift Johann Freiherr von Sina. Nordseitig gibt es eine Rundbogennische mit einer Statue des hl. Johannes Nepomuk aus dem zweiten Viertel des 18. Jahrhunderts.
Das Kircheninnere zeigt ein fünfjochiges Langhaus mit westlich zwei kuppeligen Kreuzgratgewölben aus dem 16. Jahrhundert auf Wandpfeilern, die beiden westlichen Joche mit romanischen Mauern durch einen romanischen ehemaligen Triumphbogen abgesetzt, die östlichen Joche haben Kreuzgratgewölbe aus dem Ende des 17. Jahrhunderts. Die Westempore hat eine Holzbrüstung und einen Orgelerker, im Südwesten mit einer eingebauten Wendeltreppe mit einem Gusseisengeländer um 1855. Die südliche Seitenkapelle ist kreuzgratgewölbt aus dem Anfang des 18. Jahrhunderts. Die Sakristei aus der Mitte des 19. Jahrhunderts hat darüber ein Oratorium.

## Ausstattung
Die ornamentalen und figuralen Glasmalereien entstanden 1983.

## Einrichtung
Der Hochaltar hat einen 1983 gestalteten Altartisch auf einem polygonalen Taufstein aus dem 16. Jahrhundert. In der abgemauerten Ostwandfensternische befindet sich ein Kruzifix aus der zweiten Hälfte des 18. Jahrhunderts, die seitlichen Konsolfiguren zeigen die Heiligen Sebastian von 1680 Nikolaus aus der zweiten Hälfte des 17. Jahrhunderts.
Die Kanzel entstand im Ende des 17. Jahrhunderts, der Korb zeigt eine Säulchengliederung und Muschelnischen mit Statuetten Guter Hirte und Evangelistien und auf dem Schalldeckel hl. Michael. Die hölzernen Kreuzwegreliefs entstanden 1984. An der Langhausnordwand befindet sich das Gnadenbild Santa Maria de Castagnavizza 1686.
Die Orgel baute Joseph Seyberth 1873.

## Grabdenkmäler
Außen
- Am Turmeingang befindet sich eine römische Grabinschrift.